# 梅林達·翰諾威
梅林達·翰諾威（英語：Mélinda Hennaoui，1990年3月18日—）出生於布维拉，是一名阿爾及利亞女子排球運動員，曾代表國家參加2008年北京奧運的女子排球比賽，並未獲得獎牌。